# Democràcia i Justícia per Catalunya
Democràcia i Justícia per Catalunya és una associació que té per objectiu defensar els drets fonamentals de les persones afectades a conseqüència de la repressió de les institucions del Regne d'Espanya durant el procés independentista català i, especialment, el referèndum sobre la independència de Catalunya de l'any 2017.